# Jan Blomberg
Jan Blomberg, född 6 oktober 1934 i Bromma, död 8 maj 1997 i Oscars församling i Stockholm, var en svensk skådespelare.

## Biografi
Blomberg var son till radiodirektören Hugo Blomberg, brorson till konsthistorikern Erik Blomberg och möbel- och inredningsarkitekten Margareta Köhler, och brorsons son till statsrättsläraren och politikern Hugo Blomberg.
Han utbildade sig vid Dramatens elevskola 1959–1962. På Dramaten medverkade han i 82 uppsättningar mellan åren 1960 och 1997 bland andra Hamlet, Folkungasagan, Erik XIV, Mästaren och Margarita, Dödsdansen, Den inbillade sjuke och Mäster Olof. Under en period var han engagerad vid Upsala Stadsteater. 
Blomberg hade en karakteristisk röst som användes som berättarröst i bland annat i adventskalendern T. Sventon praktiserande privatdetektiv 1989. Han fick ofta spela udda och originella typer till exempel den bisarre Harry i Jan Halldoffs film Stenansiktet 1973, den lätt alkoholiserade vaktmästaren i Xerxes 1988 eller den homosexuelle språklektorn Axel i Lars Noréns TV-pjäs Ett sorts Hades 1996.
Jan Blomberg tilldelades Teaterförbundets Vilhelm Moberg-stipendium 1981.
Han var öppet homosexuell.
Jan Blomberg är begravd på Solna kyrkogård.

## Filmografi
- 1963 – Kärlekens och slumpens lek
- 1964 – 491
- 1964 – För att inte tala om alla dessa kvinnor
- 1964 – Henrik IV
- 1965 – Gustav Vasa
- 1965 – Bödeln
- 1966 – Woyzeck
- 1969 – Bära narrkåpa
- 1970 – Röda rummet (TV-serie)
- 1970 – Rötmånad
- 1971 – Riddaren utan namn (röst)
- 1973 – Någonstans i Sverige (TV-serie)
- 1973 – Stenansiktet
- 1973 – Revisorn
- 1974 – Bestigningen av Fujijama
- 1975 – Skärseld
- 1976 – Karlar är karlar om sanningen ska fram
- 1976 – Dömd till dårhus (kortfilm)
- 1976 – Förvandlingen
- 1978 – Kärlek genom ett fönster
- 1979 – Godnatt, jord (TV-serie)
- 1979 – Selambs (TV-serie)
- 1980 – Räkan från Maxim
- 1980 – Fågeln och tyrannen (röst)
- 1980 – Trälarnas barn (TV-serie)
- 1981 – Fänrik Ståls sägner
- 1983 – P & B
- 1983 – Det susar i säven (röst)
- 1983 – Häxsabbat (röst)
- 1985 – Taran och den magiska kitteln (röst)
- 1985 – Nya Dagbladet (TV-serie)
- 1986 – Hassel – Anmäld försvunnen
- 1986 – Emigranten (kortfilm)
- 1987 – Ängslans boningar
- 1987 – Daghemmet Lyckan (TV-serie)
- 1988 – Måsen
- 1988 – Lilla syster Karin (röst)
- 1988 – Xerxes (TV-serie) (Winstedt)
- 1988 – Kråsnålen (TV-serie)
- 1989 – Den inbillade sjuke
- 1989 – T. Sventon praktiserande privatdetektiv (TV-serie) (berättarröst)
- 1989 – Resan till Melonia (röst)
- 1989 – Det var då (TV-serie) (berättarröst)
- 1990 – I morgon var en dröm
- 1991 – T. Sventon och fallet Isabella (berättarröst)
- 1991 – "Harry Lund" lägger näsan i blöt! (berättarröst)
- 1991 – Fågelkriget (röst)
- 1993 – Drömkåken
- 1993 – Tecken på liv (TV-serie)
- 1996 – Eva Erikssons tecknade pärlor (röst)
- 1996 – Ett sorts Hades

## Teater

### Roller (ej komplett)
| År   | Roll                                    | Produktion                                                      | Regi               | Teater                   |
| ---- | --------------------------------------- | --------------------------------------------------------------- | ------------------ | ------------------------ |
| 1960 | Ceremonimästaren                        | Hamlet William Shakespeare                                      | Alf Sjöberg        | Dramaten                 |
| 1960 | Prinsessan Grace                        | Gisslan (The Hostage) Brendan Behan                             | Per-Axel Branner   | Dramaten                 |
| 1961 | Robert Faulconbridge                    | Kung John (The Life and Death of King John) William Shakespeare | Alf Sjöberg        | Dramaten                 |
| 1962 | Andre främlingen Medverkande i danserna | Resan (Le voyage) Georges Schehadé                              | Alf Sjöberg        | Dramaten                 |
| 1962 | Serge                                   | Ungdom i fjällen (Altitude 3.200) Julien Luchaire               | Rolf Carlsten      | Dramaten                 |
| 1963 | En karl på kryckor                      | Svejk i andra världskriget Bertolt Brecht                       | Alf Sjöberg        | Dramaten                 |
| 1963 | Krokfingers-Jack                        | Tiggarens opera John Gay                                        | Per-Axel Branner   | Dramaten                 |
| 1965 | Kammarherren                            | Undine (Ondine) Jean Giraudoux                                  | Palle Granditsky   | Upsala-Gävle stadsteater |
| 1967 | Artur                                   | Tango Sławomir Mrożek                                           | Ulf Fredriksson    | Upsala-Gävle stadsteater |
| 1968 |                                         | Idioten (Идиот, Idiot) Fjodor Dostojevskij                      | Palle Granditsky   | Upsala-Gävle stadsteater |
| 1968 | Boven                                   | Varför är det så ont om Q? Hans Alfredson                       | Lars-Erik Liedholm | Dramaten                 |
| 1968 | Georg Bamberger                         | Black Comedy Peter Shaffer                                      | Hasse Ekman        | Intiman                  |
| 1969 | Konferenciern                           | Cabaret John Kander, Fred Ebb och Joe Masteroff                 | Lars Amble         | Maximteatern             |
| 1979 | Berija                                  | Kollontaj Agneta Pleijel                                        | Alf Sjöberg        | Dramaten                 |
| 1979 | Aseff                                   | Mannen på trottoaren Per Olov Enquist och Anders Ehnmark        | Staffan Roos       | Dramaten                 |
| 1981 | H.C. Andersen                           | Från regnormarnas liv Per Olov Enquist                          | Ernst Günther      | Dramaten                 |
| 1983 | Kurt                                    | Dödsdansen August Strindberg                                    | Göran Graffman     | Dramaten                 |
| 1988 | Hans Brask i Linköping                  | Mäster Olof August Strindberg                                   | Lennart Hjulström  | Dramaten                 |
| 1988 | Archibald Semplejarov                   | Mästaren och Margarita Michail Bulgakov                         | Jurij Ljubimov     | Dramaten                 |
| 1993 | Förundersökaren                         | Tupilak Per Olov Enquist                                        | Pia Forsgren       | Dramaten                 |

### Fotnoter
1. ↑  Student & graduate profiles, Royal Academy of Dramatic Art, läs online.[källa från Wikidata]
2. ↑  Sveriges dödbok 1901–2009, DVD‐ROM, Version 5.00, Sveriges Släktforskarförbund (2010): Blomberg, Jan
3. ↑  Jan Blomberg i Dramatens rollbok
4. ↑  ”Jan Blomberg föds”. qx.se. https://www.qx.se/historien/110845/jan-blomberg-fods/. Läst 25 maj 2019.
5. ↑  FinnGraven
6. ↑  Bengt Jahnsson (9 september 1965). ”Uppsala presenterar ett genialt scenverk”. Dagens Nyheter:  s. 17. https://arkivet.dn.se/tidning/1965-09-09/11166-244/17. Läst 3 januari 2025.
7. ↑  Sven Barthel (14 september 1967). ”Jan Blombergs fars-Hamlet”. Dagens Nyheter:  s. 18. https://arkivet.dn.se/tidning/1967-09-14/11171-249/18. Läst 3 januari 2025.
8. ↑  Bengt Jahnsson (26 januari 1968). ”Kongenialt samspel i Uppsalas 'Idioten'”. Dagens Nyheter:  s. 18. https://arkivet.dn.se/tidning/1968-01-26/11171-24/18. Läst 3 januari 2025.
9. ↑  Barbro Hähnel (27 september 1969). ”'Cabaret' på Maxim: Personlig och slagkraftig”. Dagens Nyheter:  s. 15. http://arkivet.dn.se/arkivet/tidning/1969-09-27/262/15. Läst 22 augusti 2015.